# Concavocephalus eskovi
Concavocephalus eskovi är en spindelart som beskrevs av Yuri M. Marusik och Andrei V. Tanasevitch 2003. Concavocephalus eskovi ingår i släktet Concavocephalus och familjen täckvävarspindlar. Inga underarter finns listade i Catalogue of Life.